# Scopula brunneomarginata
Scopula brunneomarginata là một loài bướm đêm trong họ Geometridae.